# Niobio (V)
El niobio (V) es un estado de oxidación en que se encuentra el niobio en algunos compuestos. El catión Nb5+ solo existe en medios extremadamente ácidos.

## Comportamiento ácido-base
El catión Nb5+, incoloro, es muy inestable en solución debido a su alta acidéz y sólo se encuentra en soluciones extremadamente ácidas. Al aumentar ligeramente el pH precipita el pentóxido de diniobio, Nb2O5. En medio extremadamente alcalino, el óxido se disuelve formando la especie metaniobiato, NbO3-.
2 Nb5+ + 10 OH-  Nb2O5 ↓  + 5 H2O
Nb2O5 ↓ + 2 OH-  2 NbO3- + H2O